# Куликова, Маргарита Михайловна
Маргари́та Миха́йловна Кулико́ва (28 марта 1919, Краснококшайск, Царевококшайский уезд, Казанская губерния, РСФСР ― 4 ноября 2016, Химки, Московская область, Россия) ― советский и российский деятель здравоохранения, врач-невролог, хирург, общественный деятель. Заведующая неврологическим отделением Йошкар-Олинской городской больницы Марийской АССР (1953―1976). Заслуженный врач РСФСР (1970). Почётный гражданин Йошкар-Олы (1968). Кавалер ордена Ленина (1960). Участница Великой Отечественной войны: младший врач (военврач 3 ранга) санитарной роты 232 стрелкового полка 182 стрелковой дивизии на Северо-Западном фронте, майор медицинской службы (1941―1943). Член ВКП(б) с 1942 года.

## Биография
Родилась 18 марта 1919 года в г. Краснококшайске (ныне ― г. Йошкар-Ола). Происходит из рода видных деятелей г. Царевококшайска Селивановых.
В 1941 году окончила Первый Московский медицинский институт. Во время учёбы подрабатывала медсестрой, фельдшером в больнице. Сразу после окончания института вернулась в Йошкар-Олу и начала свою трудовую деятельность врачом туберкулёзного диспансера.
Участница Великой Отечественной войны с августа 1941 года: с сентября 1941 года ― слушатель курсов усовершенствования по хирургии, а с января 1942 по март 1943 года служила в действующей армии младшим врачом (военврач 3 ранга) санитарной роты 232 стрелкового полка 182 стрелковой дивизии на Северо-Западном фронте, майор медицинской службы. В сентябре 1942 года принята в ряды ВКП(б). В октябре 1942 года получила серьёзное ранение, лечилась в госпитале, а в 1943 году была демобилизована. Награждена Отечественной войны II степени и медалями.
В 1943 году вернулась в Йошкар-Олу и приступила к работе в должности врача медицинского отдела протезной мастерской (председателя военно-гарнизонной комиссии). С 1946 года ― хирург, ординатор хирургического отделения Республиканской больницы Марийской АССР, в 1948―1953 годах ― заведующая Йошкар-Олинским горздравотделом. Окончила в Москве 6-месячные курсы, в 1953―1976 годах ― заведующая неврологическим отделением Йошкар-Олинской городской больницы.
Занималась и общественной деятельностью: была членом Йошкар-Олинского горкома КПСС, избиралась депутатом Йошкар-Олинского городского Совета депутатов трудящихся. 
В 1977 году вместе с семьёй переехала в подмосковные Химки, где до 2004 года проработала врачом-неврологом городской больницы.
За многолетнюю безупречную работу в области здравоохранения в 1970 году ей присвоено почётное звание «Заслуженный врач РСФСР». В 1968 году за высокие производственные показатели и активное участие в жизни коллектива и города удостоена почётного звания «Почётный гражданин города Йошкар-Олы». Награждена орденом Ленина и медалями. 
Ушла из жизни 4 ноября 2016 года в подмосковных Химках. Похоронена на Машкинском кладбище.

## Признание
- Заслуженный врач РСФСР (1970)[1][2][3]
- Почётный гражданин Йошкар-Олы (1968)[1][2][3][5]
- Орден Ленина (1960)[1][2][3]
- Орден Отечественной войны II степени (06.04.1985)[3]
- Медаль «За победу над Германией в Великой Отечественной войне 1941—1945 гг.»[3]
- Медаль «За доблестный труд. В ознаменование 100-летия со дня рождения Владимира Ильича Ленина»[3]
- Медаль «Ветеран труда»[3]